# Sala tingsrätt
Sala tingsrätt var en tingsrätt i Sverige med kansli i Sala. Tingsrättens domsaga  omfattade kommunerna Sala, Heby, Norberg och Fagersta. Tingsrätten och dess domsaga ingick i domkretsen för Svea hovrätt. Tingsrätten och dess domsaga uppgick 2001 i Västmanlands tingsrätt och domsaga.
Tingshuset uppfördes efter ritningar av stadsarkitekt Sven Jonsson och invigdes 1960.

## Administrativ historik
Vid tingsrättsreformen 1971 bildades denna tingsrätt i Sala av  häradsrätten för Västmanlands östra domsagas tingslag. Domkretsen bildades av delar ur tingslaget samt Fläckebo socken och Västerfärnebo socken ur Västmanlands mellersta domsagas tingslag. 1971 omfattade domsagan Sala och Heby kommuner. 1974 upphörde Västmanlands mellersta tingsrätt och ur dess upplösta domsaga Övergick Norbergs kommun och Fagersta kommun till denna domsaga. Tingsplats var Sala och från 1974 Fagersta.
1 april 2001 upphörde Sala tingsrätt och domsaga och uppgick då i Västmanlands tingsrätt och domsaga.

## Lagmän
- 1971-1973 Åke Thorell
- 1973-1986: Erik Ahnlund
- 1986-1990: Jan Dufwa
- 1990-2000:Erik Ljungkvist
- 2000-2001:  Per Kjellson